# Significant Other
Significant Other é o segundo álbum de estúdio da banda de rock norte-americana Limp Bizkit, lançado em 22 de junho de 1999. O CD estreou em primeiro lugar na Billboard 200, vendendo 834 000 em sua primeira semana de vendas e foi nomeado a um Grammy Award naquele mesmo ano. Segundo a RIAA, o álbum vendeu 7 milhões de cópias apenas nos Estados Unidos e passou da marca de 14 milhões em vendidos pelo mundo.

## Produção
Após o sucesso nas rádios do cover de George Michael "Faith", a banda estava determinada a gravar a sequência do seu primeiro álbum para mostrar que não era apenas uma "imitação de Korn" ou uma banda de covers; o Limp Bizkit começou a escrever um álbum que lidou com problemas a respeito da sua fama recém-descoberta. O produtor Terry Date, conhecido por trabalhar com Pantera, White Zombie e Deftones, foi escolhido pelo Limp Bizkit para produzir Significant Other. O guitarrista Wes Borland declarou sobre a produção de Date, "ele não se envolve excessivamente no lado musical das coisas. Ele é um produtor que engana com som e sonicamente deixa tudo perfeito. Ele obtém sons que se traduzem muito bem na gravação e captura completamente o que fazemos, perfeitamente." A banda imediatamente começou a gravar após a conclusão da Family Values Tour, apesar da insistência da gravadora Interscope Records para a banda dar um tempo depois da turnê.

## Música e letras
Uma versão antiga de "I'm Broke" foi gravada para o álbum anterior, mas foi deixada de fora dele por causa do quanto era diferente do restante do material. A melodia de "Trust?" se originou de uma melodia tocada de forma crua no início de 1998, durante a turnê Ladies Night in Cambodia. Em resposta às declarações de que as letras de Three Dollar Bill, Yall$ eram misóginas, Durst reduziu o tom do conteúdo lírico do novo álbum, o que ele descreveu como ser liricamente mais amadurecido. O fim do relacionamento de Fred Durst com sua namorada inspirou as músicas "Nookie" e "Re-Arranged".
A banda permitiu que Durst e DJ Lethal explorassem suas influências de Hip-Hop ao gravarem com Method Man. DJ Premier, do Gang Starr, foi traduzido ao estúdio para produzir a colaboração. A banda queria gravar "uma faixa totalmente Hip-Hop", de acordo com Borland. A música originalmente se chamaria "Shut the Fuck Up", mas foi rebatizada como "N 2 Gether Now" por razões mercadológicas. Durst também gravou uma música com Eminem, "Turn Me Loose", que foi deixada de fora do álbum. Durst gravou ainda uma música com o vocalista do System of a Down, Serj Tankian, chamada de "Don't Go Off Wandering". Os vocais de Serj só apareceram na versão demo da música, cantando a ponte e o último refrão, mas a versão com a voz de Tankian não chegaria ao álbum. A banda também colaborou com o vocalista do Korn, Jonathan Davis, e com o vocalista do Stone Temple Pilots, Scott Weiland, em "Nobody Like You". Weiland frequentemente visitava a NRG Studios e ajudou nas gravações, preparando Durst. O vocalista do Staind, Aaron Lewis, trouxe os Backing Vocals para "No Sex", enquanto Scott Borland, o irmão do guitarrista da banda Wes, tocou teclado em "Just Like This", "Nookie", "Re-Arranged", "I'm Broke", "9 Teen 90 Nine" e "A Lesson Learned". Mathematics, produtor de Hip-Hop e DJ do Wu-Tang Clan, teve as vozes gravadas num interlúdio.
Descrevendo a música do álbum, Stephen Thomas Erlewine da AllMusic disse que ele contém "floreios de neo-psicodelia ao surrar performances de metal e há redemoinhos de cordas, e até Crooning, no plano de fundo mais inesperado." Enquanto a banda se opunha a solos, eles permitiram a John Otto performar um solo de bateria estendido no meio de "Nobody Like You". Scott Borland escreveu melodias de cordas para "Don't Go Off Wandering".
A banda também gravou interlúdios com cameos de celebridades. A primeira foi "Radio Sucks" com o VJ da MTV americana Matt Pinfield, no qual ele reclama de "desculpas pré-fabricadas de cantores e musicistas que sequer escrevem suas próprias músicas" antes de elogiar o Limp Bizkit por ajudar a lançar uma revolução musical. O segundo, "The Mind of Les", possui o baixista e vocalista do Primus, Les Claypool, no que começa como uma introdução de álbum. Les declarou, "Eu entrei e eles queriam que eu escrevesse alguma forma de intro para a gravação. Eu fiquei travado e parei em frente ao microfone e comecei a tagarelar e eles terminaram não usando a intro e usando isso no lugar."

## Recepção crítica
| Críticas profissionais                                                      | Críticas profissionais |
| Avaliações da crítica                                                       | Avaliações da crítica  |
| Fonte                                                                       | Avaliação              |
| --------------------------------------------------------------------------- | ---------------------- |
| All Music Guide                                                             | (sem nota)             |
| Robert Christgau                                                            | (sem nota)             |
| Zona-Zero                                                                   | (sem nota)             |
| Esta tabela precisa de ser acompanhada por texto em prosa. Consulte o guia. |                        |

Significant Other recebeu avaliações largamente positivas da crítica. O crítico da Entertainment Weekly David Browne escreveu, "Significant Other não é simplesmente Rock moderno; é Rock pós-moderno." Robert Christgau deu ao álbum menção honrosa e apontou as músicas "Just Like This" e "N 2 Gether Now" como os destaques do álbum, escrevendo, "Dê a imagem deles crédito por ter um som." Stephen Thomas Erlewine da AllMusic chamou o álbum de "consideravelmente mais ambicioso e multi-dimensional" que o álbum anterior, Three Dollar Bill, Yall$.
Em avaliações posteriores do álbum, Tim Grierson da About.com deu ao álbum 4 de 5 estrelas, chamando-o de "uma serra circular de atitude negativa, guitarra Metal e Rap de garoto branco, o álbum de sucesso do Limp Bizkit, Significant Other, é inescrupulosamente rude e imaturo. Mas, talvez mais importantemente, ele manda muito, muito bem." A Rolling Stone e seu guia premiaram com o álbum com 3 estrelas e meia. Uma nota menos favorável veio do autor Martin Charles Strong, que deu ao álbum 5 de 10 estrelas no seu livro, The Essential Rock Discography. Em 2014, a revista Revolver disse que o Significant Other era um dos maiores álbuns "guilty pleasure" de Rock pesado de todos os tempos", e o listou com um dos dez álbuns essenciais do Nu Metal "que você precisa ter." Em 2020, a revista Metal Hammer o elegeu como um dos 20 melhores álbuns de metal de 1999.

## Performance comercial
O Significant Other subiu ao número 1 na lista Billboard 200, vendendo 643.874 cópias na sua primeira semana de lançamento. Na segunda semana, o álbum vendeu mais 335 mil cópias. A banda promoveu o álbum aparecendo no Woodstock 1999 e estrelando a Family Values Tour. Fred Durst dirigiu clipes musicais para as músicas "Re-Arranged" e "N 2 Gether Now".

## Controvérsia
Houve violência durante e após a apresentação do Limp Bizkit no festival Woodstock '99, incluindo fãs rasgando madeira compensada das paredes durante a performance da música "Break Stuff". Várias agressões sexuais foram relatadas após o show. O vocalista da banda, Fred Durst, declarou ainda durante o concerto, "As pessoas estão se ferindo. Não deixem ninguém se machucar. Mas eu não acho que vocês deveriam pegar leve. É isso o que a Alanis Morrissette faz vocês, desgraçados, fazerem. Se alguém cair, levante a pessoa. Nós já deixamos a energia negativa sair. Agora queremos liberar a energia positiva". Mais tarde, Durst disse numa entrevista, "Eu não vi ninguém se machucando. Você não vê isso. Quando você está olhando para um mar de gente e o palco está a seis metros do chão e você está se apresentando, e você está sentindo a sua música, como eles esperam que vejamos algo ruim acontecendo?" Les Claypool disse ao San Francisco Examiner, "Woodstock era só o Durst sendo Durst. Sua atitude é 'Falem mal mas falem de mim', então ele traz isso para si. Ele mergulha nisso. Ainda assim, ele é um ótimo cara."
Durst viu a banda como sendo bode expiatório para a controvérsia que envolveu o evento e mais tarde declarou que os promotores de Woodstock '99 tinham a culpa por acertar com a sua banda, devido à sua reputação de performances potentes. Enquanto a apresentação foi sujeita a tanta controvérsia, a violência em si não afetou as vendas de Significant Other. O vídeo de "Re-Arranged" se referiria à polêmica, com a banda sendo mostrada no julgamento pelos eventos do concerto.

## Faixas
1. "Intro" – 0:37
2. "Just Like This" – 3:35
3. "Nookie" – 4:49
4. "Break Stuff" – 2:46
5. "Re-Arranged" – 5:54
6. "I'm Broke" – 3:59
7. "Nobody Like You" – 4:20
8. "Don't Go Off Wandering" – 3:59
9. "9 Teen 90 Nine" – 4:36
10. "N 2 Gether Now" – 4:49
11. "Trust?" – 4:59
12. "No Sex" – 3:54
13. "Show Me What You Got" – 4:26
14. "A Lesson Learned" – 2:40
15. "Outro" – 4:06
16. "Radio Sucks (Hidden Track)" – 3:16

## Créditos

#### Limp Bizkit
- Fred Durst – Vocais
- Sam Rivers – Baixo elétrico
- John Otto – Bateria, percussão
- DJ Lethal – Turntables, teclados, samples, programação, criação de sons
- Wes Borland – Guitarras, arte visual

#### Músicos adicionais
- Method Man — Vocais em "N 2 Gether Now"
- Les Claypool — Falas em faixa secreta
- Matt Pinfield — Falas em faixa secreta
- Anita Durst — Guitarras, vocais em interlúdio entre as faixas "9 Teen 90 Nine" e "N 2 Gether Now"
- Mathematics — Vozes na ligação telefônica, do interlúdio entre as faixas "I'm Broke" e "Nobody Like You"
- Scott Borland — Teclados
- Jonathan Davis — Vocais em "Nobody Like You"
- Aaron Lewis — Backing vocals em "No Sex"
- Scott Weiland — Backing vocals em "Nobody Like You"

#### Produção
- Produção por Limp Bizkit, DJ Premier e Terry Date
- Mixagem por Brendan O'Brien